# Godzina odorowa
Godzina odorowa (niem. Geruchsstunde, ang, odour hours) – pojęcie z dziedziny olfaktometrii inżynierskiej, umożliwiające wyrażanie stopnia zapachowej uciążliwości w otoczeniu źródeł emisji odorantów przez liczbę takich godzin, odniesioną do 6 lub 12 miesięcy. Procedura określania liczby godzin odorowych została opracowana i opublikowana w Niemczech w latach 90. XX w. Stała się podstawą wytycznych, dotyczących kontroli zgodności jakości powietrza w niemieckich miastach z wprowadzonymi standardami.

## Procedura określania liczby godzin odorowych
Procedura określania liczby godzin odorowych została opisana i wprowadzona do niemieckich aktów prawnych dotyczących jakości powietrza w latach 90. XX w. Opracowano Wytyczne Geruchsimmissions-Richtlinie (Nordrhein-Westfalen; zob też Guideline on odour in ambient air - GOAA), zgodnie z którymi stopień istniejącej uciążliwości zapachowej (tło) określa się na podstawie częstości występowania rozpoznawalnego zapachu – stężeń zanieczyszczeń powietrza większych od progu rozpoznawalności. Za miarę tej częstości uznano tzw. „godziny odorowe” (odour hours). Opisano zalecaną metodykę bezpośredniego określania częstości występowania godzin odorowych oraz prognozowania zmian tej częstości z użyciem metod modelowania dyspersji.
Pomiary terenowe wykonują zespoły ekspertów o sprawdzonej wrażliwości węchu (spełnienie kryterium selekcji określonego w EN 13725 oraz umiejętności identyfikowania zapachu, pochodzącego z różnych emitorów).
Pomiary całoroczne są wykonywane w węzłach regularnej siatki pomiarowej. W przypadku badań tła zanieczyszczeń, wykonywanych przed podjęciem decyzji o uruchomieniu nowych instalacji, siatka obejmuje obszar o promieniu równym 30 * h (h – wysokość najwyższego emitora).
Zapach w każdym z punktów siatki jest oceniany wielokrotnie w różnych warunkach meteorologicznych, np. w okresie półrocznym (minimum 13 inspekcji) lub rocznym (minimum 26 inspekcji). Zapachowa jakość powietrza w okresie badań na jednostkowym obszarze terenu (kwadratowe oczko siatki pomiarowej) jest oceniana na podstawie wyników co najmniej:
- 52. pojedynczych inspekcji (monitoring półroczny, 13 inspekcji * 4 naroża),
- 104. pojedynczych inspekcji (monitoring roczny, 26 inspekcji * 4 naroża.

Bezpośrednim wynikiem monitoringu jest wartość średnia z liczby godzin odorowych, stwierdzonych w narożach kwadratu (wyniki mogą się odnosić do wszystkich rodzajów zapachu lub rozpoznanego zapachu gazów z określonych źródeł).
Ostateczny wynik badania jednostkowego obszaru – Vorbelastung (IV), „tło” – jest ilorazem średniej przez współczynnik korygujący (k). Współczynnik korygujący przyjmuje wartości od 1,3 do 1,7, zależnie od sposobu użytkowania terenu i liczby wykonanych oznaczeń (zob. tabela).

Współczynniki korygujące stosowane w Niemczech podczas określania istniejącej imisji odorantów  (IV)
| Liczba wykonanych pomiarów, N | Obszar mieszkalno-mieszany | Obszar handlowo-przemysłowy |
| 4 × 13 = 52                   | 1,7                        | 1,6                         |
| 4 × 26 = 104                  | 1,5                        | 1,3                         |

Na ilustracji przedstawiono przykładowe wyniki półrocznego monitoringu w 10 węzłach siatki na terenie zamieszkałym. Obliczenie dowodzi, że na obszarze dwóch spośród czterech kwadratów częstość występowania godzin odorowych była większa od 10% (poziom graniczny, zob. też standardy zapachowej jakości powietrza).
W sytuacjach, gdy uciążliwość zapachowa jest skutkiem działalności różnych instalacji – emitujących zanieczyszczenia o różnych rodzajach zapachu – częstość występowania tych zapachów jest zależna od róża wiatrów, a stopień ich uciążliwości – dodatkowo od hedonicznej jakości wrażenia. W tabeli zamieszczono hipotetyczny przykład wyników półrocznego monitoringu, w czasie którego inspektorzy rejestrowali rodzaj rozpoznanego zapachu (wyniki umożliwiają ustalenie, które z instalacji są najbardziej uciążliwe).
| Punkt pomiarowy | liczba inspekcji | gnojowica | piekarnia | świnie | konie | paleniska domowe | stacja benzynowa | suma |
| A               | 13               | 2         |           | 1      | 1     |                  |                  | 4    |
| B               | 13               | 1         |           |        |       | 1                | 1                | 3    |
| C               | 13               |           | 1         |        |       |                  |                  | 1    |
| D               | 13               | 1         |           |        |       |                  | 1                | 2    |
| obszar kwadratu | 52               | 4         | 1         | 1      | 1     | 1                | 2                | 10   |